# Sugia idiostygia
Sugia idiostygia är en fjärilsart som beskrevs av Shigero Sugi 1958. Sugia idiostygia ingår i släktet Sugia och familjen nattflyn. Inga underarter finns listade i Catalogue of Life.